# Georg Karpe
Georg Karpe (ur. 1904, zm. ?) – zbrodniarz nazistowski, członek załogi niemieckiego obozu koncentracyjnego Dachau, SS-Unterscharführer.
Członek Waffen-SS od stycznia 1940. Od lutego 1941 do końca kwietnia 1945 pełnił służbę w obozie Dachau, między innymi jako wartownik w jednej z fabryk, w której pracowali więźniowie (od marca 1943 do lipca 1944). W procesie załogi Dachau (US vs. Karl Adami i inni), który miał miejsce w dniach 11–14 października 1946 przed amerykańskim Trybunałem Wojskowym w Dachau skazany został na 2,5 roku pozbawienia wolności.